# 西川俊作
西川 俊作（にしかわ しゅんさく、1932年6月18日 - 2010年1月27日）は、日本の経済学者。学位は、経済学博士（論文博士・1971年）（学位論文「地域間労働移動と労働市場」）。慶應義塾大学名誉教授。秀明大学元教授。福沢諭吉協会常務理事。『福澤諭吉書簡集』編集委員。

## 略歴
- 1932年 - 滋賀県生まれ。

### 学歴
- 1955年 - 慶應義塾大学経済学部卒業、同大学院経済学研究科修士課程進学
- 1957年 - 同修士課程修了、同博士課程進学
- 1961年 - 同大学院経済学研究科博士課程満期取得退学
- 1971年 - 経済学博士（慶應義塾大学）（学位論文「地域間労働移動と労働市場」）

### 研究歴
- 1961年 - 慶應義塾大学商学部助手
- 1964年 - 同大学商学部助教授、ハーバード大学客員研究員（1966年まで）
- 1967年 - 経済企画庁経済研究所主任研究員
- 1970年 - 経済企画庁経済研究所客員研究員（1971年まで）
- 1972年 - 慶應義塾大学商学部教授。
- 1990年 - 10月から慶應義塾福沢研究センター所長（兼任）（1996年9月）
- 1998年 - 同大学定年退職。同大学名誉教授。秀明大学教授
- 2000年 - 同大学退職

## 著作

### 単著
- 『産業研究所シリーズ. no.1,3-16,18-110,121-130,141-146』慶應義塾大学産業研究所、1961～1965。
- 慶應義塾大学商学会編 編『地域間労働移動と労働市場　昭和戦前期・繊維労働者の地域間移動』有斐閣〈商学研究叢書 5〉、1966年。
- 『計量経済学のすすめ』毎日新聞社〈エコノミスト・シリーズ〉、1970年。
- 『経済学』東洋経済新報社、1974年。
- 『経済分析と経済政策』日本経済新聞社、1975年。
- 『経済学』（第2版）東洋経済新報社、1979年4月。
- 『江戸時代のポリティカル・エコノミー』日本評論社〈日評選書〉、1979年12月。
- 『労働市場』日本経済新聞社〈日経文庫 経済学入門シリーズ〉、1980年3月。
- 『日本経済の成長史』東洋経済新報社〈スタンダード経済学シリーズ〉、1985年12月。ISBN 4-492-81240-7。
- 『福沢諭吉と三人の後進たち』日本評論社〈エコノブックス 9〉、1985年12月。ISBN 4-535-04109-1。
- 『経済学』（第3版）東洋経済新報社、1988年4月。ISBN 4-492-31173-4。
- 『経済学』（第4版）東洋経済新報社、1994年8月。ISBN 4-492-31215-3。
- 『福沢諭吉の横顔』慶應義塾大学出版会〈Keio Up選書〉、1998年3月。ISBN 4-7664-0684-2。
- 『長州の経済構造 1840年代の見取り図』東洋経済新報社〈慶応義塾大学産業研究所選書〉、2012年1月。ISBN 978-4-492-37110-7。

### 共著・編著・共編著
- 西川俊作編 編『労働市場』日本経済新聞社〈リーディングス・日本経済論〉、1971年。
- 貝塚啓明編 編『金融政策』日本経済新聞社〈リーディングス・日本経済論〉、1972年。
- 『現代産業論. 1』篠原三代平・馬場正雄編、日本経済新聞社、1973年。
- 熊谷尚夫編 編『日本の産業組織』 1巻、中央公論社、1973年。
- 新保博、速水融・西川俊作『数量経済史入門　日本の前工業化社会』日本評論社〈叢書・現代経済学入門 15〉、1975年。
- 『都市銀行研修会講義集. 第32回』東京銀行協会、1975年。
- 梅村又次〔ほか〕編 編『日本経済の発展　近世から近代へ』日本経済新聞社〈数量経済史論集 1〉、1976年。
- 『社会保障研究所シンポジウム資料. 第10回』社会保障研究所、1976年2月。
- 『日本経済と雇用・失業問題』栗田健編集代表、御茶の水書房〈社会政策学会年報 第21集〉、1977年5月。
- 『近代移行期の日本経済　幕末から明治へ』新保博・安場保吉編、日本経済新聞社〈数量経済史論集 2〉、1979年2月。
- 『現代労働市場分析』中村隆英・西川俊作編、総合労働研究所、1980年11月。
- 中村隆英編 編『戦間期の日本経済分析』山川出版社、1981年2月。
- 『福沢諭吉年鑑』 8(1981)、福沢諭吉協会、1981年12月。
- 逸見謙三〔ほか〕編 編『経済発展と金融　理論・政策・歴史 朝倉孝吉先生還暦記念論文集』創文社、1982年9月。
- 日本平和学会編集委員会編 編『平和学の数量的方法』早稲田大学出版部〈講座平和学 3〉、1984年11月。
- 『福沢諭吉年鑑』 11(1984)、福沢諭吉協会、1984年10月。
- 『福沢諭吉年鑑』 12(1985)、福沢諭吉協会、1985年10月。
- 西川俊作チーム著 著、大蔵省財政金融研究所研究部編 編『ソフト化・サービス化の国際比較』大蔵省印刷局〈ソフトノミックス・フォローアップ研究会報告書 第3部, 構造変化と経済運営 2, ソフトノミックス・シリーズ 17〉、1986年1月。
- 梅村又次〔ほか〕編 編『日本経済史』 4巻、岩波書店、1990年1月。ISBN 4-00-003454-5。
- 梅村又次〔ほか〕編 編『日本経済史』 5巻、岩波書店、1990年2月。ISBN 4-00-003455-3。
- 岩田暁一・西川俊作編 編『KEO実証経済学』慶應義塾大学産業研究所〈慶應義塾大学産業研究所KEOモノグラフシリーズ no.6〉、1995年3月。
- 西川俊作編 編『経済学とファイナンス』東洋経済新報社、1995年6月。ISBN 4-492-31219-6。
- 西川俊作〔ほか〕編 編『日本経済の200年』日本評論社、1996年1月。ISBN 4-535-55026-3。
- 『ふだん着の福澤諭吉』西川俊作・西澤直子編、慶應義塾大学出版会〈Keio UP選書〉、1998年8月。ISBN 4-7664-0708-3。
- 三重野勝人 著、大分県立先哲史料館編 編『福澤諭吉』西川俊作監修、大分県教育委員会〈大分県先哲叢書〉、1999年3月。
- 『福澤諭吉論の百年』西川俊作・松崎欣一編、慶應義塾大学出版会〈Keio UP選書〉、1999年6月。ISBN 4-7664-0732-6。
- 福澤諭吉『福澤諭吉書簡集』 第5巻、慶應義塾編・寺崎修・西川俊作編集責任、岩波書店、2001年10月。ISBN 4-00-092425-7。
- 福澤諭吉『福澤諭吉書簡集』 第7巻、慶應義塾編・川崎勝・西川俊作編集責任、岩波書店、2002年3月。ISBN 4-00-092427-3。
- 福澤諭吉『福澤諭吉著作集』 第1巻、マリオン・ソシエ・西川俊作編、慶應義塾大学出版会、2002年5月。ISBN 4-7664-0877-2。
- 福澤諭吉『福澤諭吉著作集』 第3巻、小室正紀・西川俊作編、慶應義塾大学出版会、2002年1月。ISBN 4-7664-0879-9。
- 福澤諭吉『福澤諭吉著作集』 第5巻、西川俊作・山内慶太編、慶應義塾大学出版会、2002年11月。ISBN 4-7664-0881-0。
- 福澤諭吉『福澤諭吉著作集』 第8巻、岩谷十郎・西川俊作編、慶應義塾大学出版会、2003年9月。ISBN 4-7664-0884-5。

### 翻訳
- L.ヨハンセン『経済成長の多部門分析』西川俊作訳、ダイヤモンド社、1962年。
- H.S.ハウタッカー、L.D.テイラー『消費需要の予測　1929-70年のアメリカ経済』黒田昌裕・西川俊作・辻村江太郎訳、勁草書房、1968年。
- ロバート・ドーフマン『価格と市場』西川俊作・新飯田宏訳、東洋経済新報社〈現代経済学叢書〉、1972年。
- R・G・ウィルキンソン『経済発展の生態学　貧困と進歩』斎藤修・安元稔・西川俊作訳、筑摩書房、1975年。
- サイモン・クズネッツ『諸国民の経済成長　総生産高および生産構造』西川俊作・戸田泰訳、ダイヤモンド社、1977年12月。